# Åltjärnen, Västmanland
Åltjärnen är en sjö i Skinnskattebergs kommun i Västmanland och ingår i Norrströms huvudavrinningsområde. Sjön har en area på 0,05 kvadratkilometer och ligger 95,2 meter över havet.

## Delavrinningsområde
Åltjärnen ingår i det delavrinningsområde (663633-150523) som SMHI kallar för Mynnar i 663545-150513. Medelhöjden är 101 meter över havet och ytan är 0,32 kvadratkilometer. Det finns inga avrinningsområden uppströms utan avrinningsområdet är högsta punkten. Vattendraget som avvattnar avrinningsområdet har biflödesordning 6, vilket innebär att vattnet flödar genom totalt 6 vattendrag innan det når havet efter 198 kilometer. Avrinningsområdet består mestadels av skog (85 procent). Avrinningsområdet har 0,05 kvadratkilometer vattenytor vilket ger det en sjöprocent på 15,6 procent.